# Medalla por la Liberación de Corea
La Medalla por la Liberación de Corea (en coreano: 조선 1945.8.15; en ruso: Медаль «За освобождение Кореи») es una medalla conmemorativa estatal de la República Popular Democrática de Corea (RPDC), establecida por decreto de la Asamblea Suprema del Pueblo de Corea del 15 de octubre de 1948.

## Historia
La medalla fue establecida el 15 de octubre de 1948 por Decreto del Presídium de la Asamblea Popular Suprema. Fue otorgado a los militares del Ejército Rojo que participaron en la Guerra soviético-japonesa, que condujo a la liberación de la península de Corea del dominio japonés. En Corea del Norte, la medalla se conoce como Chosŏn 1945.8.15 (en hangul, 조선 1945.8.15), que es la fecha del Día de la Liberación Nacional de Corea.

## Descripción

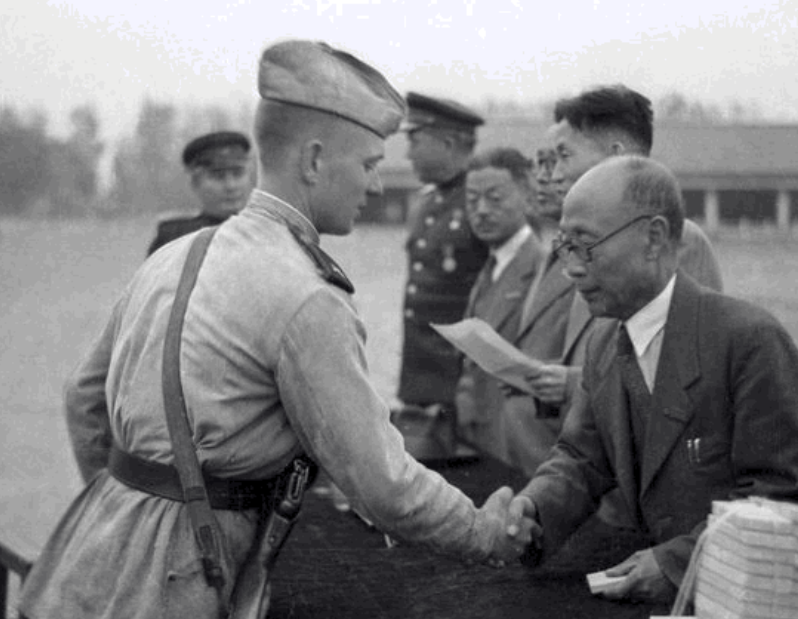
El presidente del Comité Permanente de la Asamblea Popular Suprema de la RPDC, Kim Tu-bong, condecora a los soldados soviéticos con la Medalla por la Liberación de Corea

Se trata de una medalla circular de plata de 33 mm de diámetro con un borde elevado por ambos lados
En el anverso, en el medio, sobre un fondo de los rayos de sol, se encuentra la imagen del Monumento a la Liberación situado en el parque Moranbong de Pionyang, rodeado por dos corona de ramas de laurel, en cuya intersección hay una cinta con la inscripción «Liberación» (en hangul, 해방).
El reverso es liso, en el medio hay una inscripción en dos líneas «Corea / 1945.8.15» (en hangul, 조선 1945.8.15). La cinta del pasador es roja, con anchas franjas azules a lo largo de ambos bordes, separadas del medio por estrechas franjas blancas. La cinta está unida a una pieza de metal pentagonal con un alfiler horizontal en la parte posterior para sujetarlo a la ropa.